# بالنت سابو
بالنت سابو هو لاعب كرة قدم مجري، ولد في 18 يناير 2001 في سيكشفهيرفار في المجر.